# Pallavolo ai Giochi dei piccoli stati d'Europa - Torneo maschile
Il torneo maschile di pallavolo ai Giochi dei piccoli stati d'Europa si svolge con una cadenza di ogni due anni durante i Giochi dei piccoli stati d'Europa. Introdotto nei giochi nel 1987, alla competizione partecipano un totale di 6 squadre nazionali europee degli stati con meno di un milione di abitanti.

## Edizioni
| Edizione      | Edizione      | Podio       | Podio         | Podio         |
| Anno          | Organizzatore | Campione    | Seconda       | Terza         |
| ------------- | ------------- | ----------- | ------------- | ------------- |
| 1987 Dettagli | Monaco        | Cipro       | San Marino    | Lussemburgo   |
| 1989 Dettagli | Cipro         | Cipro       | Lussemburgo   | Liechtenstein |
| 1991 Dettagli | Andorra       | Lussemburgo | Liechtenstein | Monaco        |
| 1993 Dettagli | Malta         | Cipro       | Monaco        | San Marino    |
| 1995 Dettagli | Lussemburgo   | Cipro       | Andorra       | Lussemburgo   |
| 1997 Dettagli | Islanda       | Cipro       | San Marino    | Andorra       |
| 1999 Dettagli | Liechtenstein | Cipro       | San Marino    | Islanda       |
| 2001 Dettagli | San Marino    | San Marino  | Cipro         | Lussemburgo   |
| 2003 Dettagli | Malta         | Cipro       | San Marino    | Lussemburgo   |
| 2005 Dettagli | Andorra       | Cipro       | Andorra       | San Marino    |
| 2007 Dettagli | Monaco        | Cipro       | San Marino    | Lussemburgo   |
| 2009 Dettagli | Cipro         | Cipro       | Andorra       | Islanda       |
| 2011 Dettagli | Liechtenstein | Montenegro  | Cipro         | Lussemburgo   |
| 2013 Dettagli | Lussemburgo   | Cipro       | Lussemburgo   | Monaco        |
| 2015 Dettagli | Islanda       | Lussemburgo | Islanda       | San Marino    |
| 2017 Dettagli | San Marino    | Lussemburgo | Cipro         | San Marino    |
| 2019 Dettagli | Montenegro    | Montenegro  | Cipro         | Lussemburgo   |
| 2025 Dettagli | Andorra       | Lussemburgo | Cipro         | San Marino    |

## Medagliere
| Pos. | Squadra       | 1º posto | 2º posto | 3º posto | Totale |
| ---- | ------------- | -------- | -------- | -------- | ------ |
| 1    | Cipro         | 11       | 5        | -        | 16     |
| 2    | Lussemburgo   | 4        | 2        | 7        | 13     |
| 3    | Montenegro    | 2        | -        | -        | 2      |
| 4    | San Marino    | 1        | 5        | 5        | 11     |
| 5    | Andorra       | -        | 3        | 1        | 4      |
| 6    | Islanda       | -        | 1        | 2        | 3      |
| 6    | Monaco        | -        | 1        | 2        | 3      |
| 8    | Liechtenstein | -        | 1        | 1        | 2      |